# Vuelta a Burgos 2019
La Vuelta a Burgos 2019, quarantunesima edizione della corsa e valevole come prova dell'UCI Europe Tour 2019 categoria 2.HC, si è svolta in cinque tappe dal 13 al 17 agosto 2019 su un percorso di 787 km, con partenza da Burgos e arrivo a Lagunas de Neila, in Spagna. La vittoria è stata appannaggio del colombiano Iván Sosa, il quale ha completato il percorso in 18h53'44", alla media di 41,668 km/h, precedendo lo spagnolo Óscar Rodríguez e l'ecuadoriano Richard Carapaz.
Sul traguardo di Lagunas de Neila 106 ciclisti, su 124 partiti da Burgos, hanno portato a termine la competizione.

## Tappe
| Tappa  | Data      | Percorso                                  | km  | Vincitore di tappa | Leader cl. generale |
| ------ | --------- | ----------------------------------------- | --- | ------------------ | ------------------- |
| 1ª     | 13 agosto | Burgos > Burgos/Alto del Castillo         | 162 | Giacomo Nizzolo    | Giacomo Nizzolo     |
| 2ª     | 14 agosto | Gumiel de Izán > Lerma                    | 155 | Jon Aberasturi     | Giacomo Nizzolo     |
| 3ª     | 15 agosto | Sargentes de la Lora > Picón Blanco       | 150 | Iván Sosa          | Iván Sosa           |
| 4ª     | 16 agosto | Atapuerca > Clunia                        | 174 | Alex Aranburu      | Iván Sosa           |
| 5ª     | 17 agosto | Santo Domingo de Silos > Lagunas de Neila | 146 | Iván Sosa          | Iván Sosa           |
| Totale | Totale    | Totale                                    | 787 |                    |                     |

## Squadre e corridori partecipanti
| N.    | Cod. | Squadra                      |
| ----- | ---- | ---------------------------- |
| 1-7   | INS  | Team Ineos                   |
| 11-17 | MOV  | Movistar Team                |
| 21-27 | ANS  | Androni Giocattoli-Sidermec  |
| 31-37 | UAD  | UAE Team Emirates            |
| 41-47 | TDD  | Team Dimension Data          |
| 51-57 | DMP  | Delko Marseille Provence KTM |
| 61-67 | ICA  | Israel Cycling Academy       |
| 71-77 | WGG  | Wanty-Gobert Cycling Team    |
| 81-86 | NIP  | Nippo-Vini Fantini-Faizanè   |

| N.      | Cod. | Squadra                       |
| ------- | ---- | ----------------------------- |
| 91-97   | VCB  | Vital Concept-B&B Hotels      |
| 101-107 | GAZ  | Gazprom-RusVelo               |
| 111-117 | BBH  | Burgos-BH                     |
| 121-127 | EUS  | Euskadi Basque Country-Murias |
| 131-137 | CJR  | Caja Rural-Seguros RGA        |
| 141-147 | EUK  | Equipo Euskadi                |
| 151-157 | KMT  | Kometa Cycling Team           |
| 161-166 | W52  | W52/FC Porto                  |
| 171-177 | IAM  | IAM Excelsior                 |

## Dettagli delle tappe

### 1ª tappa
- 13 agosto: Burgos > Burgos/Alto del Castillo – 162 km

Risultati
| Pos. | Corridore       | Squadra    | Tempo    |
| ---- | --------------- | ---------- | -------- |
| 1    | Giacomo Nizzolo | Dimension  | 3h39'17" |
| 2    | Alex Aranburu   | Caja Rural | s.t.     |
| 3    | Eduard Grosu    | Delko Mar. | a 5"     |

| Pos. | Corridore       | Squadra    | Tempo    |
| ---- | --------------- | ---------- | -------- |
| 1    | Giacomo Nizzolo | Dimension  | 3h39'17" |
| 2    | Alex Aranburu   | Caja Rural | s.t.     |
| 3    | Eduard Grosu    | Delko Mar. | a 5"     |

### 2ª tappa
- 14 agosto: Gumiel de Izán > Lerma – 155 km

Risultati
| Pos. | Corridore        | Squadra    | Tempo    |
| ---- | ---------------- | ---------- | -------- |
| 1    | Jon Aberasturi   | Caja Rural | 3h33'49" |
| 2    | Giacomo Nizzolo  | Dimension  | a 2"     |
| 3    | Jhonatan Narváez | Ineos      | s.t.     |

| Pos. | Corridore       | Squadra    | Tempo    |
| ---- | --------------- | ---------- | -------- |
| 1    | Giacomo Nizzolo | Dimension  | 7h13'08" |
| 2    | Alex Aranburu   | Caja Rural | s.t.     |
| 3    | Rui Costa       | UAE        | a 8"     |

### 3ª tappa
- 15 agosto: Sargentes de la Lora > Picón Blanco – 150 km

Risultati
| Pos. | Corridore       | Squadra      | Tempo    |
| ---- | --------------- | ------------ | -------- |
| 1    | Iván Sosa       | Ineos        | 3h58'21" |
| 2    | Óscar Rodríguez | Euskadi-Mur. | a 17"    |
| 3    | Antonio Pedrero | Movistar     | a 24"    |

| Pos. | Corridore       | Squadra      | Tempo     |
| ---- | --------------- | ------------ | --------- |
| 1    | Iván Sosa       | Ineos        | 11h11'47" |
| 2    | Óscar Rodríguez | Euskadi-Mur. | a 17"     |
| 3    | Antonio Pedrero | Movistar     | a 24"     |

### 4ª tappa
- 16 agosto: Atapuerca > Clunia – 174 km

Risultati
| Pos. | Corridore            | Squadra    | Tempo    |
| ---- | -------------------- | ---------- | -------- |
| 1    | Alex Aranburu        | Caja Rural | 4h07'55" |
| 2    | Aljaksandr Rabušėnka | UAE        | s.t.     |
| 3    | Rui Costa            | UAE        | s.t.     |

| Pos. | Corridore       | Squadra      | Tempo     |
| ---- | --------------- | ------------ | --------- |
| 1    | Iván Sosa       | Ineos        | 15h19'51" |
| 2    | Óscar Rodríguez | Euskadi-Mur. | a 17"     |
| 3    | Antonio Pedrero | Movistar     | a 24"     |

### 5ª tappa
- 17 agosto: Santo Domingo de Silos > Lagunas de Neila – 146 km

Risultati
| Pos. | Corridore              | Squadra   | Tempo    |
| ---- | ---------------------- | --------- | -------- |
| 1    | Iván Sosa              | Ineos     | 3h33'53" |
| 2    | Rui Costa              | UAE       | a 8"     |
| 3    | Amanuel Gebreigzabhier | Dimension | a 14"    |

| Pos. | Corridore       | Squadra      | Tempo     |
| ---- | --------------- | ------------ | --------- |
| 1    | Iván Sosa       | Ineos        | 18h53'44" |
| 2    | Óscar Rodríguez | Euskadi-Mur. | a 31"     |
| 3    | Richard Carapaz | Movistar     | a 42"     |

## Evoluzione delle classifiche
| Tappa              | Vincitore          | Classifica generale Maglia viola | Classifica a punti Maglia verde | Classifica scalatori Maglia rossa | Classifica giovani Maglia bianca | Classifica a squadre          |
| ------------------ | ------------------ | -------------------------------- | ------------------------------- | --------------------------------- | -------------------------------- | ----------------------------- |
| 1ª                 | Giacomo Nizzolo    | Giacomo Nizzolo                  | Giacomo Nizzolo                 | Giacomo Nizzolo                   | Alex Aranburu                    | Caja Rural-Seguros RGA        |
| 2ª                 | Jon Aberasturi     | Giacomo Nizzolo                  | Giacomo Nizzolo                 | Giacomo Nizzolo                   | Alex Aranburu                    | Caja Rural-Seguros RGA        |
| 3ª                 | Iván Sosa          | Iván Sosa                        | Giacomo Nizzolo                 | Iván Sosa                         | Iván Sosa                        | Euskadi Basque Country-Murias |
| 4ª                 | Alex Aranburu      | Iván Sosa                        | Alex Aranburu                   | Iván Sosa                         | Iván Sosa                        | Euskadi Basque Country-Murias |
| 5ª                 | Iván Sosa          | Iván Sosa                        | Alex Aranburu                   | Iván Sosa                         | Iván Sosa                        | Team Ineos                    |
| Classifiche finali | Classifiche finali | Iván Sosa                        | Alex Aranburu                   | Iván Sosa                         | Iván Sosa                        | Team Ineos                    |

## Classifiche finali

### Classifica generale - Maglia viola
| Pos. | Corridore              | Squadra       | Tempo     |
| ---- | ---------------------- | ------------- | --------- |
| 1    | Iván Sosa              | Ineos         | 18h53'44" |
| 2    | Óscar Rodríguez        | Euskadi-Mur.  | a 31"     |
| 3    | Richard Carapaz        | Movistar      | a 42"     |
| 4    | Antonio Pedrero        | Movistar      | a 46"     |
| 5    | Guillaume Martin       | Wanty         | a 1'13"   |
| 6    | Amanuel Gebreigzabhier | Dimension     | a 1'18"   |
| 7    | Pierre Rolland         | Vital Concept | a 1'39"   |
| 8    | David de la Cruz       | Ineos         | a 1'44"   |
| 9    | Nikolaj Čerkasov       | Gazprom       | a 1'52"   |
| 10   | Rui Costa              | UAE           | a 2'05"   |

### Classifica a punti - Maglia verde
| Pos. | Corridore       | Squadra      | Punti |
| ---- | --------------- | ------------ | ----- |
| 1    | Alex Aranburu   | Caja Rural   | 57    |
| 2    | Iván Sosa       | Ineos        | 51    |
| 3    | Rui Costa       | UAE          | 50    |
| 4    | Richard Carapaz | Movistar     | 39    |
| 5    | Óscar Rodríguez | Euskadi-Mur. | 30    |

### Classifica scalatori - Maglia rossa
| Pos. | Corridore       | Squadra      | Punti |
| ---- | --------------- | ------------ | ----- |
| 1    | Iván Sosa       | Ineos        | 60    |
| 2    | Simon Pellaud   | IAM          | 40    |
| 3    | Óscar Rodríguez | Euskadi-Mur. | 35    |
| 4    | Antonio Pedrero | Movistar     | 28    |
| 5    | Richard Carapaz | Movistar     | 26    |

### Classifica giovani - Maglia bianca
| Pos. | Corridore              | Squadra      | Tempo     |
| ---- | ---------------------- | ------------ | --------- |
| 1    | Iván Sosa              | Ineos        | 18h53'44" |
| 2    | Óscar Rodríguez        | Euskadi-Mur. | a 31"     |
| 3    | Amanuel Gebreigzabhier | Dimension    | a 1'18"   |
| 4    | Nikolaj Čerkasov       | Gazprom      | a 1'52"   |
| 5    | Sergio Samitier        | Euskadi-Mur. | a 3'39"   |

### Classifica a squadre
| Pos. | Squadra                       | Tempo     |
| ---- | ----------------------------- | --------- |
| 1    | Team Ineos                    | 56h47'16" |
| 2    | Euskadi Basque Country-Murias | a 10"     |
| 3    | Movistar Team                 | a 6'24"   |
| 4    | Androni Giocattoli-Sidermec   | a 9'28"   |
| 5    | Caja Rural-Seguros RGA        | a 9'48"   |